# Клетня (Люблінське воєводство)
Клетня (пол. Kletnia) — село в Польщі, у гміні Стенжиця Рицького повіту Люблінського воєводства.
Населення — 467 осіб (2011).

## Демографія
Демографічна структура станом на 31 березня 2011 року:
|          | Загалом | Допрацездатний вік | Працездатний вік | Постпрацездатний вік |
| -------- | ------- | ------------------ | ---------------- | -------------------- |
| Чоловіки | 239     | 49                 | 165              | 25                   |
| Жінки    | 228     | 53                 | 122              | 53                   |
| Разом    | 467     | 102                | 287              | 78                   |